# Psylliodes erberi
Psylliodes erberi é uma espécie de insetos coleópteros polífagos pertencente à família Chrysomelidae.
A autoridade científica da espécie é Doberl, tendo sido descrita no ano de 1995.
Trata-se de uma espécie presente no território português.